# David G. Compton
David Guy Compton i (ur. 19 sierpnia 1930 w Londynie, zm. 10 października 2023 w Maine) – brytyjski pisarz science fiction, także autor kryminałów i powieści gotyckich.
Jego powieść Śmierć na żywo (1974, ang. The Unsleeping Eye / The Continuous Katherine Mortenhoe / Death Watch) została zekranizowana (Death Watch, w Polsce także pod tytułem Śmierć na żywo) z  Romy Schneider w roli głównej. Książkę wydał w Polsce Czytelnik w 1984 i zrecenzował ją m.in.Maciej Parowski dla  "Fantastyki".
Używa pseudonimów: Frances Lynch, Guy Compton, David G. Compton.

## Twórczość
- The Quality of Mercy (1965)
- The Silent Multitude (1966)
- Farewell, Earth's Bliss (1966)
- Synthajoy (1968)
- The Palace (1969)
- The Steel Crocodile (1970) inny tytuł: The Electric Crocodile (1970)
- Chronocules (1970) inny tytuł: Hot Wireless Sets, Aspirin Tablets, the Sandpaper Sides of Used Matchboxes, and Something that Might have been Castor Oil (1971)
- The Missionaries (1972)
- The Continuous Katherine Mortenhoe (1973) inny tytuł: The Unsleeping Eye (1974), polskie tłumaczenie: Śmierć na żywo
- Twice Ten Thousand Miles (1974)
- A Dangerous Magic (1978)
- A Usual Lunacy (1978)
- Windows (1979)
- Ascendancies (1980)
- Scudder's Game (1985)
- Ragnarok (1991) (z Johnen Gribbinem)
- Nomansland (1993)
- Justice City (1994)
- Back of Town Blues (1996)